# Луций Корнелий Лентул (консул 130 года до н. э.)
Луций Корнелий Лентул (лат. Lucius Cornelius Lentulus; умер в 130 году до н. э.) — римский политический деятель из патрицианского рода Корнелиев, консул 130 года до н. э. Его коллегой по консулату стал плебей Марк Перперна, получивший командование в войне с Аристоником. Лентул умер до истечения полномочий, поэтому был назначен консул-суффект — Аппий Клавдий Пульхр.
Учитывая требования закона Виллия, Луций Корнелий должен был до консулата занимать должность претора. В сохранившихся источниках упоминаются преторы 140 и 137 годов до н. э. с таким именем. Исследователи полагают, что консул 130 года — один из этих двух Лентулов.